# Liste der Monuments historiques in Nérigean
Die Liste der Monuments historiques in Nérigean führt die Monuments historiques in der französischen Gemeinde Nérigean auf.

## Liste der Bauwerke
| Bezeichnung      | Beschreibung              | Standort | Kennzeichnung | Schutzstatus | Datum | Bild           |
| ---------------- | ------------------------- | -------- | ------------- | ------------ | ----- | -------------- |
| Friedhofskreuz   |                           | (Lage)   | PA00083648    | Classé       | 1907  | weitere Bilder |
| Kirche St-Martin | Erbaut im 11. Jahrhundert | (Lage)   | PA00083649    | Inscrit      | 1926  | weitere Bilder |

## Liste der Objekte
| Bezeichnung                                                          | Beschreibung          | Standort                       | Kennzeichnung | Schutzstatus | Datum | Bild |
| -------------------------------------------------------------------- | --------------------- | ------------------------------ | ------------- | ------------ | ----- | ---- |
| Zwei Bas-Reliefs: Christus wird seiner Kleider beraubt und Geißelung | Holz, 17. Jahrhundert | in der Kirche St-Martin (Lage) | PM33001347    | Inscrit      | 1978  |      |
| Beichtstuhl                                                          | Holz, 18. Jahrhundert | in der Kirche St-Martin (Lage) | PM33002102    | Inscrit      | 2012  |      |
| Skulptur Madonna mit Kind                                            | Holz, 18. Jahrhundert | in der Kirche St-Martin (Lage) | PM33001346    | Inscrit      | 1978  |      |
| Skulpturengruppe Pietà                                               | Holz, 16. Jahrhundert | in der Kirche St-Martin (Lage) | PM33002278    | Inscrit      | 1981  |      |